# Cataloxia
Cataloxia là một chi bướm đêm thuộc họ Erebidae.